# 六疣蛛科
六疣蛛科（Hexathelidae），又可稱為六紡蛛科，是六疣蛛總科（Hexatheloidea）下唯二的一個科， 與長尾蛛科下的蜘蛛一起被稱作“漏斗網蜘蛛”（funnel-webs），具有夜行性，而其中某些種的毒液可以威脅到人類生命。

## 分佈
其下大多數生物分佈於澳大利亞、新西蘭，有2個屬分布於南美洲的阿根廷和智利。
六疣蛛科的生物主要生活在洞穴中，包括地穴和樹洞。他們會在洞穴里織造蛛網以捕捉獵物，此外也常常把洞穴挖在人類的住所中這種蜘蛛多發現於雨林里。

## 屬
以下的亞科和屬。
- 六疣蛛亞科Hexathelinae Simon, 1892

- Bymainiella Raven, 1978 — 澳大利亞
- Hexathele Ausserer, 1871 — 新西蘭
- Mediothele Raven & Platnick, 1978 — 智利
- Paraembolides Raven, 1980 — 澳大利亞
- Rosamygale † Selden & Gall, 1992 — （三疊紀化石）

- Rosamygale grauvogeli † (Selden & Gall, 1992)

- Scotinoecus Simon, 1892 — 智利、阿根廷
- Teranodes Raven, 1985 — 澳大利亞

- Plesiothelinae亞科 Raven, 1980

- Plesiothele Raven, 1978 — 澳洲塔斯馬尼亞島